# Svarttjärnen (Äppelbo socken, Dalarna, 669860-140550)
Svarttjärnen är en sjö i Vansbro kommun i Dalarna och ingår i Dalälvens huvudavrinningsområde. Sjön har en area på 0,0728 kvadratkilometer och ligger 331,2 meter över havet. Sjön avvattnas av vattendraget Vakran.

## Delavrinningsområde
Svarttjärnen ingår i det delavrinningsområde (669782-140495) som SMHI kallar för Utloppet av Västvakern. Medelhöjden är 374 meter över havet och ytan är 17,36 kvadratkilometer. Det finns inga avrinningsområden uppströms utan avrinningsområdet är högsta punkten. Vakran som avvattnar avrinningsområdet har biflödesordning 3, vilket innebär att vattnet flödar genom totalt 3 vattendrag innan det når havet efter 347 kilometer. Avrinningsområdet består mestadels av skog (74 procent). Avrinningsområdet har 2,69 kvadratkilometer vattenytor vilket ger det en sjöprocent på 15,5 procent.